# Beaulieu, Hérault
Beaulieu este o comună în departamentul Hérault din sudul Franței. În 2009 avea o populație de 1.641 de locuitori.

## Evoluția populației
| An        | 1975 | 1982 | 1990 | 1999  | 2006  | 2009  |
| --------- | ---- | ---- | ---- | ----- | ----- | ----- |
| Populație | 556  | 739  | 921  | 1.400 | 1.568 | 1.641 |